# 索洛內 (特諾皮爾州)
48°49′18″N 25°40′46″E / 48.82167°N 25.67944°E
索洛內（烏克蘭語：Солоне），是烏克蘭的西部特諾皮爾州的村落，隸屬喬爾特基夫區托夫斯泰市鎮，始建於1724年，面積14平方公里，2001年人口659，人口密度每平方公里47.1人。